# 高島鈴
高島 鈴（たかしま りん、1995年 ‐ ）は、日本のライター、アナーカ・フェミニスト。本名である杉浦 鈴名義で歴史学に関する執筆活動も行っている。

## 経歴
東京都生まれ。左翼家庭に育ち、2014年に大学に入るとすぐ一人でデモに出かけるようになる。在日コリアン差別デモのカウンター行動、特定秘密保護法案に対する反対デモ、安保法制に対する反対デモなどに参加。大学院のゼミで歴史学におけるジェンダーの動向をまとめたことをきっかけに本格的にフェミニズムに取り組みはじめる。2023年に著書『布団の中から蜂起せよ―アナ－カ・フェミニズムのための断章』で紀伊國屋じんぶん大賞2023大賞を受賞。

## 著書

### 単著
- 『布団の中から蜂起せよ―アナ－カ・フェミニズムのための断章』2022年、人文書院、ISBN: 9784409241523

### 共著
- 方法論懇話会編『療法としての歴史〈知〉――いまを診る』2020年、森話社（「杉浦鈴」名義での寄稿）
- 山下壮起・二木信編著『ヒップホップ・アナムネーシス――ラップ・ミュージックの救済』2021年、新教出版社